# 辅公祏
辅公祏（？—624年），中国隋朝末年民變军领袖之一，齐郡临济（今山东章丘）人。

## 生平
輔公祏與杜伏威交好，姑家以牧羊為業，常从姑家偷羊给杜伏威吃。613年随从杜伏威率众据长白山（今章丘、邹平交界处）起兵，杜伏威自称将军。后转战淮河以南，隋將宋颢前来镇压，杜伏威将隋军引入芦苇荡中，放火燒死其步兵、骑兵。先后占领高邮和历阳（今安徽和县）。杜伏威自称总管，以辅公祏为长史。
唐高祖武德二年（619年）隨杜伏威投降唐朝，獲任命为淮南道行台仆射，受封舒国公。武德三年（620年），奉命率军攻打李子通，夺取丹阳（今江苏南京），乃以此为基地发展实力。武德五年（622年），杜伏威入长安，以辅公祏留守丹阳，将兵权交给右将军王雄诞，此舉讓辅公祏心生不满。
武德六年（623年）八月，辅公祏杀死王雄诞，在丹阳起兵反唐，自称宋帝，年号天明，攻占海州（今江苏连云港）等地。時北方既定，八月廿一，唐高祖派李孝恭率水军自江州（今江西九江）、李靖自宣州（今安徽宣城），黃君漢自譙（今安徽亳州）以及李世勣自泗水四路皆禀李孝恭节度进军征讨。
武德七年（624年）李孝恭指揮各軍在当涂大破辅公祏军队，乘胜追击。三月廿八，辅公祏弃丹阳而逃，在投奔会稽左游仙的途中于常州武康（今浙江武康）被俘。辅公祏偽稱是接受杜伏威命令才造反，不久被杀。武德七年二月，杜伏威亦暴薨于长安。

## 关联条目
- 隋末民变
- 唐朝统一战争

## 延伸阅读
[在维基数据编辑]
 《舊唐書·卷56》，出自刘昫《舊唐書》
 《新唐書·卷087》，出自《新唐書》